# Фатальні яйця
«Рокові яйця» (рос. Роковые яйца) — сатирико-фантастичний роман (за іншими джерелами повість) російського письменника Михайла Булгакова, вперше опублікований у 1925 році. Також книга була надрукована скорочено під назвою «Промінь життя» (рос. Луч жи́зни) того ж року.
Події твору відбуваються у 1928 році.

## Сюжет
Геніальний зоолог професор Володимир Іпатійович Персиков випадково виявляє дивовижний феномен стимуляції ембріонів світлом червоної частини спектру. Зародки в ікринках, опромінені променем, який відкрив Персиков, починають розвиватися набагато швидше і досягають набагато більших розмірів, ніж звичайні організми, однак також вони стають більш агресивними і дуже швидко розмножуються.
У той же час по всій країні прокочується куряча епідемія, й один радгосп на чолі з людиною на прізвище Рокк вирішує використати відкриття Персикова для відновлення поголів'я курей. Згідно з наказом згори Рокк забирає у Персикова камери-опромінювачі і вивозить їх у село. Рокк замовляє за кордоном курячі яйця, а Персиков — зміїні, крокодилячі і страусові яйця для дослідів. Унаслідок помилки, ящики з яйцями переплутали, і замовлення Персикова потрапляє до Рокка. Побачивши на «курячих» яйцях «якийсь бруд» Рокк телефонує Персикову з питанням, чи можна їх мити, однак професор сприймає все як помилку невігласа. Рокк опромінює яйця, і до вечора з них вилуплюються анаконди, крокодили і страуси жахливих розмірів, вони убивають дружину Рокка і викликаних чекістів. Персиков, який отримав курячі яйця, обурюється такою халатністю, але його помічник Іванов показує йому екстрений випуск газети з повідомленням про анаконду… у Смоленській губернії. Персиков розуміє, що ящики з яйцями переплутали, а «бруд» насправді був візерунком на зміїних яйцях.
Плазуни постійно розмножуються, їх полчища наближаються до Москви, поперед них у Москву тікають натовпи людей. Бої з рептиліями починають частини РСЧА, застосовуючи хімічну зброю, але не витримують натиску. Країну і столицю охоплює паніка, люди божеволіють і, вважаючи, що це Персиков напустив гадів, вриваються в інститут, де працює професор, і убивають його. Країну рятує раптовий для серпня 18-градусний мороз упродовж двох днів, рептилії, не витримуючи його, гинуть. Певний час ще тривають епідемії серед людей і провадиться очищення земель від трупів, але небезпека минула.
Доцент Іванов, що став завідувачем інституту, намагається знову отримати дивний промінь, однак у нього нічого не виходить.

## Історія публікації
Уперше книгу було опубліковано в журналі «Недра» № 6 за 1925 рік.
Також вона увійшла в збірки
- Булгаков М. Дьяволиада. М.: Недра, 1925;
- Булгаков М. Роковые яйца. Рига: Литература, 1928.

Скорочено під назвою «Промінь життя» (Луч жизни) у вигляді повісті «Рокові яйця» друкували у виданні «Красная панорама» в номерах з 19 по 22 за 1925 рік.

## Театральні постановки
- 1989 — Московський драматичний театр «Сфера»[3]
- Казанський державний академічний російський Большой драматичний театр імені В. І. Качалова[4]
- 1990 — Московський драматичний театр ім. М. М. Єрмолової, постановка Андрія Житінкіна[5][6]

## Екранізації
- Телеспектакль «Роковые яйца», режисер-постановник Павло Резніков
- 1995 — Фатальні яйця — художній фільм режисера Сергія Ломкіна.
- 2003 — Добре забуте старе — мультфільм, режисер Єфим Гамбург

## Цікаві факти
Сюжет книги перегукується з написаним у 1904 році романом Герберта Веллса «Їжа богів». У романі двоє вчених винаходять порошок, що викликає значний ріст тварин і рослин. Експерименти з порошком на старій фермі призводять до непередбачуваних наслідків, появи в Англії гігантських щурів і ос, що нападають на людей, гігантських курей, рослин і людей-велетів.

## Переклади українською
Станом на 2018 рік, не зроблено жодного перекладу твору українською.